# Горнблендит
Горнблендит — магматическая плутоническая горная порода основного состава нормального ряда щёлочности из семейства пироксенитов-горнблендитов.  В состав горнблендита входит роговая обманка (90–100 %) с примесью пироксенов (до 10 %) и оливина (5–30 %). В отличие от амфиболита – метаморфической породы такого же состава – имеет магматическое происхождение и специфическую структуру.
Цвет тёмно-зеленый, чёрный. Структура полнокристаллическая, крупнозернистая. Текстура массивная.
Средний химический состав: SiO2 43–50 %, ТіO2 до 2,00 %, Al2O3 6–15 %, Fe2O3 2–12 %, FeO 6–10 %, MgO 9–20 %, CaO 7–17 %, Na2O 0,5-3 %, К2О 0,2-2 %. 
Образуется либо непосредственно при кристаллизации роговой обманки из магмы, либо возникает в результате автометасоматического замещения пироксена, уже сегрегированного или находящегося в процессе сегрегации.
Встречается сравнительно редко, в основном в вулканических образованиях с пироксенитами.